# Jack the Stripper
Jack the Stripper (magyarul kb. „Vetkőztető(s) Jack”) egy ismeretlen személyazonosságú sorozatgyilkos közkeletű „beceneve”, aki az 1964–1965 között elkövetett úgynevezett londoni „pucér” gyilkosságokat hajtotta végre, egyes források szerint összesen négy, mások szerint öt fiatal nőt ölt meg. A név Jack the Ripper (Hasfelmetsző Jack) nevének elferdítése.

## Elkövetési mód
Az áldozatai, akárcsak ismertebb kollégájáéi, prostituáltak voltak, akiknek csupasz holttestét a Temze folyóba dobta, vagy más London környéki helyeken rejtette el. Gyilkosságait egy városi legenda szerint meglehetősen különös módon, orális szex közben hajtotta végre, péniszével fullasztva meg az örömlányokat.

## Gyanúsítottak
Akárcsak Hasfelmetsző Jack esetében, eme sorozatgyilkos rémtettei sem a hatóságok közbeavatkozása nyomán, hanem maguktól maradtak abba, és a rendőrség sosem tudta felderíteni a kilétét. Donald Rumbelow, bűnügyi író feltételezése szerint ez a titokzatos gyilkos egy olyan fiatalember lehetett, aki körülbelül akkor lett öngyilkos, amikor a gyilkosságok abbamaradtak. Bár sohasem találtak kétségbevonhatatlan tárgyi bizonyítékokat, amelyek alapján egyértelműen ki lehetne jelenteni, hogy biztosan ő volt a gyilkos, a családja érthetetlennek találta a fiatalember öngyilkosságát, akinek a titokzatos búcsúüzenetében csupán ennyi állt: „nem tudtam tovább elviselni a rám nehezedő terhet”.
Egy 2005-ben megjelent könyv a brit ökölvívót, Freddie Millst hozta összefüggésbe a gyilkosságokkal, de ezt a feltételezést jelentős bizonyítékokkal nem támasztották alá.

## Filmek
Alfred Hitchcock Téboly (Frenzy) című 1972-es mozifilmjének alapötletét részben ezekre a londoni pucér gyilkosságokra alapozta, bár az elkészült mű csak lazán kötődik a tényleges eseményekhez.  1972-ben magáról a gyilkosról forgatott egy spanyol-olasz horrorfilmet José Luis Madrid Jack el destripador de Londres címmel, de ugyanúgy nem pontos az eseményeket illetően.